# 鮑 (新罕布什爾州)
鮑是一個位於美國新罕布什爾州梅里馬克縣的鎮。

## 人口
根據2020年美國人口普查的數據，鮑的面積為73.94平方千米，當中陸地面積為72.96平方千米，而水域面積為0.97平方千米。當地共有人口8229人，而人口密度為每平方千米111人。